# زیردریایی یو-۹۴ (۱۹۴۰)
زیردریایی یو-۹۴ (۱۹۴۰) (به انگلیسی: German submarine U-94 (1940)) یک زیردریایی بود که طول آن ۶۷٫۱ متر (۲۲۰ فوت ۲ اینچ) بود. این زیردریایی در سال ۱۹۴۰ ساخته شد.